# Ричленд (Орегон)
Ричленд (англ. Richland) — місто (англ. city) в США, в окрузі Бейкер штату Орегон. Населення — 165 осіб (2020).

## Географія
Ричленд розташований за координатами 44°46′4″ пн. ш. 117°10′9″ зх. д. / 44.76778° пн. ш. 117.16917° зх. д. (44.767803, -117.169074).  За даними Бюро перепису населення США в 2010 році місто мало площу 0,19 км², уся площа — суходіл. В 2017 році площа становила 0,28 км², уся площа — суходіл.

### Клімат
| Клімат : Ричленд        | Клімат : Ричленд | Клімат : Ричленд | Клімат : Ричленд | Клімат : Ричленд | Клімат : Ричленд | Клімат : Ричленд | Клімат : Ричленд | Клімат : Ричленд | Клімат : Ричленд | Клімат : Ричленд | Клімат : Ричленд | Клімат : Ричленд | Клімат : Ричленд |
| Показник                | Січ.             | Лют.             | Бер.             | Квіт.            | Трав.            | Черв.            | Лип.             | Серп.            | Вер.             | Жовт.            | Лист.            | Груд.            | Рік              |
| Абсолютний максимум, °C | 16,7             | 24,4             | 29,4             | 33,3             | 36,7             | 40,6             | 43,9             | 42,8             | 40,6             | 33,3             | 25,6             | 18,3             | 43,9             |
| Середній максимум, °C   | 3,4              | 7,6              | 12,9             | 18,6             | 23,4             | 28,0             | 33,5             | 32,9             | 27,4             | 20,0             | 10,4             | 4,7              | 18,6             |
| Середній мінімум, °C    | −6,8             | −4,2             | −1,8             | 0,8              | 4,8              | 8,4              | 11,6             | 10,4             | 5,6              | 0,6              | −3               | −5,6             | 1,7              |
| Абсолютний мінімум, °C  | −32,8            | −32,2            | −22,8            | −10,6            | −11,1            | −7,2             | −3,9             | −0,6             | −7,8             | −14,4            | −21,7            | −30              | −32,8            |
| Норма опадів, мм        | 32               | 22               | 21               | 23               | 34               | 26               | 10               | 14               | 14               | 18               | 32               | 33               | 278              |
| Днів з опадами          | 7                | 5                | 5                | 5                | 6                | 5                | 2                | 3                | 3                | 5                | 7                | 7                | 60,0             |
| ----------------------- | ---------------- | ---------------- | ---------------- | ---------------- | ---------------- | ---------------- | ---------------- | ---------------- | ---------------- | ---------------- | ---------------- | ---------------- | ---------------- |
| Джерело:                |                  |                  |                  |                  |                  |                  |                  |                  |                  |                  |                  |                  |                  |

## Демографія
Згідно з переписом 2010 року, у місті мешкало 156 осіб у 93 домогосподарствах у складі 46 родин. Густота населення становила 801 особа/км².  Було 116 помешкань (595/км²).
Расовий склад населення:
| - 94,9 % — білих - 1,3 % — корінних американців - 1,3 % — чорних або афроамериканців |

До двох чи більше рас належало 2,6 %. Частка іспаномовних становила 0,0 % від усіх жителів.
За віковим діапазоном населення розподілялося таким чином: 1,9 % — особи молодші 18 років, 50,0 % — особи у віці 18—64 років, 48,1 % — особи у віці 65 років та старші. Медіана віку мешканця становила 64,4 року. На 100 осіб жіночої статі у місті припадало 102,6 чоловіків;  на 100 жінок у віці від 18 років та старших — 101,3 чоловіків також старших 18 років.
Середній дохід на одне домашнє господарство  становив 32 894 долари США (медіана — 28 750), а середній дохід на одну сім'ю — 36 786 доларів (медіана — 33 438). За межею бідності перебувало 13,3 % осіб, у тому числі 10,5 % дітей у віці до 18 років та 4,3 % осіб у віці 65 років та старших.
Цивільне працевлаштоване населення становило 55 осіб. Основні галузі зайнятості: фінанси, страхування та нерухомість — 40,0 %, роздрібна торгівля — 27,3 %, сільське господарство, лісництво, риболовля — 14,5 %, науковці, спеціалісти, менеджери — 7,3 %.